# Jan Żukowski (kajakarz)
Jan Żukowski (ur. 8 listopada 1947 w Olsztynie) – polski kajakarz, olimpijczyk z Monachium w 1972.
Kanadyjkarz, trzykrotny mistrz Polski w konkurencji C-2 na dystansie 500 m (1971) oraz na dystansie 1000 m (1971, 1972).
Uczestnik igrzysk olimpijskich w Monachium gdzie wystartował w konkurencji C-2 na 1000 m odpadając w półfinale. Jego partnerem był Andrzej Gronowicz.
Po zakończeniu kariery sportowej (1973) działacz sportowy.